# ミルトン・ウィリアム・クーパー
ミルトン・ウィリアム・クーパー（Milton William Cooper, 1943年 - 2001年11月5日）は、元アメリカ海軍将校を自称していた陰謀論者である。

## 来歴
本人の主張によるとクーパーは米空軍、米海軍、及びONI所属の将校であったが、1972年に秘密文書「マジョリティー作戦」の内容に出会い衝撃を受けてからは、十数年間に渡ってUFOや陰謀論などの研究をつづけた。そして1989年5月23日にアメリカの機密情報の暴露講演を行った。その講演の内容はアメリカの秘密政府やUFO機密情報に関するものである。1991年には著書「Behold a Pale Horse」を出版した。
2001年11月5日にアメリカ合衆国アリゾナ州イーガーの自宅前にて、クーパーを近隣住民への脅迫容疑で逮捕しようとしたアパッチ郡保安官との銃撃戦の最中に死亡した。